# Ритто
Ритто (яп. 栗東市 Ритто:-си) — город в Японии, находящийся в префектуре Сига. Площадь города составляет 52,75 км², население — 65 904 человека (1 июля 2014), плотность населения — 1249,36 чел./км².

## Географическое положение
Город расположен на острове Хонсю в префектуре Сига региона Кинки. С ним граничат города Ясу, Конан, Кока, Оцу, Кусацу, Морияма.

## Транспорт
В городе планировалась к постройке станция JR Central Минами-Бивако.

## Население
Население города составляет 65 904 человека (1 июля 2014), а плотность — 1249,36 чел./км². Изменение численности населения с 1980 по 2005 годы:
| 1980 | 37 033 чел. |  |
| 1985 | 41 827 чел. |  |
| 1990 | 45 049 чел. |  |
| 1995 | 48 759 чел. |  |
| 2000 | 54 856 чел. |  |
| 2005 | 59 869 чел. |  |

## Символика
Деревом города считается Juniperus chinensis, цветком — ноготок лекарственный, птицей — Zosterops japonicus.